# Mirage IV
A Mirage IV deltaszárnyú, szuperszonikus közepes bombázó repülőgép, amelyet Franciaországban fejlesztettek ki, a Mirage III vadászrepülőgéppel szerzett tapasztalatok alapján. A Francia Légierőben a S.O. 4050 Vautour és a B–26 Invader repülőgépeket váltotta le. A repülőgép és az általa hordozott AN–11 és AN–22 atombombák, 1988-tól pedig az ASMP atomtöltetű rakéták jelentették a független francia atompotenciál légi elemét. A repülőgép eredeti feladatkörében 1996-ig állt rendszerben, a Mirage 2000N váltotta le. 12 gépet átalakítottak a CT52 felderítő konténer hordozására, és stratégiai felderítőkként alkalmazták őket, 2005 júniusáig, köztes megoldásként a Mirage F1CR harcászati felderítők váltják le őket, a Mirage 2000N-hez fejlesztett, digitális PRNG konténer 2007-es rendszerbe állításáig.